# Геродор
Геродор (др.-греч. Ἡρόδωρος, лат. Herodoros, Herodorus) — имя одного или нескольких древнегреческих писателей. Наиболее известен Геродор из Гераклеи Понтийской, мифограф и логограф, автор сочинений о Геракле (τα κατ' Ἡρακλέα[уточнить]).
Имя «Геродор» носили авторы труда об аргонавтах (Ἀργοναυτικά), комментариев к Гомеру (вместе с Апионом) и «Истории Орфея и Мусея». Может быть, двое из них, или же все трое — одно и то же лицо. К Геродору Гераклейскому, возможно, не имеют никакого отношения.
Известен также грамматик времён Калигулы по имени Геродор, который в ссылках позднейших писателей иногда смешивается с Геродором Гераклейским.